# Koprinka (reservoar)
Koprinka (bulgariska: Копринка) är en reservoar i Bulgarien.   Den ligger i regionen Stara Zagora, i den centrala delen av landet, 160 km öster om huvudstaden Sofia. Koprinka ligger 387 meter över havet. Arean är 11,2 kvadratkilometer. Den sträcker sig 3,3 kilometer i nord-sydlig riktning, och 6,5 kilometer i öst-västlig riktning.
Trakten runt Koprinka består till största delen av jordbruksmark. Runt Koprinka är det ganska tätbefolkat, med 108 invånare per kvadratkilometer.

## Seuthpolis
Seuthopolis, det Odrysiska kungarikets huvudstad, återupptäcktes 1948 när staten skulle bygga reservoaren. Även om det var en upptäckt av stor betydelse beslutade den kommunistiska regimen att enbart ge arkeologerna sex år att undersöka ruinerna innan de fortsatte bygga reservoaren.